# 乡城县
乡城县，原名定鄉縣，屬西康省，現今屬四川省甘孜藏族自治州。“乡城” （藏语意为佛珠）。区域总面积为5016平方公里，2002年人口3万人。乡城县海拔2836米，东邻亚丁自然保护区，南与“香格里拉” 接壤，处在大理、丽江—中旬—乡城—康定这条旅游线的黄金中段。境内风光奇美，有“康巴江南”之称。

## 沿革
- 定鄉縣系裏塘土司地方，原名鄉城，曾叛土司而獨立。光緒卅二年（1906年）改流，奏設為定鄉縣。卅三年征糧，卅四年（1908年）秋，改為定鄉縣。宣統三年（1911年）正式奏准設立。[2]民六（1917年）由部頒發鋼印。[3][4]

## 行政区划
乡城县下辖3个镇、7个乡：
香巴拉镇、青德镇、热打镇、沙贡乡、水洼乡、然乌乡、洞松乡、定波乡、正斗乡和白依乡。

## 交通
- 217省道

## 全国重点文物保护单位
- 噶丹·桑披罗布岭寺

## 特产
乡城松茸、乡城藏鸡和乡城藏鸡蛋均为中国地理标志产品。
乡城松茸是乡城县十大特产。